# Culicoides korossoensis
Culicoides korossoensis är en tvåvingeart som först beskrevs av Huttel 1952.  Culicoides korossoensis ingår i släktet Culicoides och familjen svidknott.
Artens utbredningsområde är Mali. Inga underarter finns listade i Catalogue of Life.